# Мейдер, Логан
Ло́ган Ко́нрад Ме́йдер (англ. Logan Conrad Mader) — бывший гитарист Machine Head и Soulfly. В настоящее время является гитаристом Once Human и работает в студии Dirty Icon Productions.

## Биография
В 1992 году Логан присоединился к Machine Head, основанной ранее в том же году. Логан записал вместе с группой 2 альбома: Burn My Eyes (1994) и The More Things Change… (1997). В 1998 году он решил оставить работу в Machine Head и заняться новыми проектами.
Весной 1998 году Логан присоединился к Soulfly, съездил в мировое турне с группой, но уже в январе 1999 года покинул Soulfly, чтобы создать свою группу.
В 1999 году Логан Мейдер и бывший вокалист хард-рок группы Ugly Kid Joe Витфилд Крейн основали группу Medication. Музыканты выпустили в 2002 году мини-альбом Medication и полноформатный альбом Prince Valium, а также записали клип на песню «Inside». Но уже на следующий год после выпуска дебютного альбома группа распалась.
После роспуска Medication Логан образовал группу New Black, позднее группа была переименована в Stereo Black. Хотя группа открывала местный концерт группы (hed) P.E. и записала демо, она никогда не была подписана на лейбле. Позднее песня «Save Me» появилась в трейлере к игре Max Payne. После распада Stereo Black Логан оставил карьеру музыканта и несколько лет занимался звукозаписью и продюсированием.
Логан Мейдер основал Dirty Icon Productions вместе с Лукасом Бенкером.
В 2014 году основал группу Once Human, играющую на стыке жанров мелодик-дэт-метал и грув-метал.
Логан живёт в Лос-Анджелесе с женой Лати Гробман и пятью детьми.

## Дискография

### Machine Head
- Demo (1993)
- The Tour’95 (1994, сплит)
- Burn My Eyes (1994)
- The More Things Change… (1997)
- Take My Scars (1997, мини-альбом)
- Frontline Volume 1: The Singles (1999, сплит)

### Soulfly
- Soulfly (1998)
- Frontline Volume 2 The Singles Club (1999, сплит)
- Tribe (Australian Special Tour Edition) (1999, мини-альбом)
- The Song Remains Insane (2005, DVD)

### Medication
- Medication (2002, мини-альбом)
- Prince Valium (2002)

### Звукозапись
- Deep — Pieces of Nothing (2000)
- LTNO/The Dead Sexy Inc. — Hellywood Songs (2004)
- Scarling. — Sweet Heart Dealer (2004)
- Rikets — Anything for the Devil (2005)
- New Dead Radio — Avalon Bridge Will Burn (2005)
- Bleed the Sky — Paradigm in Entropy (2005)
- Allele — Point of Origin (2005)
- сборник — Roadrunner United: All Stars Sessions (2005)
- Trigger Point — Silent Protest (2005)
- Contra — This Machine Kills (2005)
- Dommin — Mend Your Misery (2006)
- A Dying Dream — Now or Never (2006)
- Silent Civilian — Rebirth of the Temple (2006)
- Junkie XL — Today (2006)
- Ill Nino — Undercover Sessions (2006)
- Twin Method — Volume of Self' (2006)
- Divine Heresy — Bleed the Fifth (2007)
- W.A.S.P. — Dominator (2007)
- Demia — Insidious (2007)
- Still Remains — Serpent (2007)
- Five Finger Death Punch — Way of the Fist (2007)
- Cavalera Conspiracy — Inflikted (2008)
- Junkie XL — Booming Back at You (2008)
- Soulfly — Conquer (2008)
- Burning the Masses — Mind Control (2008)
- Psycroptic — Ob(servant) (2008)
- Gojira — Way of All Flesh (2008)
- Agony — The Devil’s Breath (2009)
- Echoes of Eternity — As Shadows Burn (2009)
- W.A.S.P. — Babylon (2009)
- Divine Heresy — Bringer of Plagues (2009)
- Saosin — In Search of Solid Ground (2009)
- Flatline — Pave the Way (2009)
- Devildriver — Pray for Villains (2009)
- Incite — Slaughter (2009)
- Dommin — Love Is Gone (2010)
- Soulfly — Omen (2010)
- Raintime — Psychromatic (2010)
- Cavalera Conspiracy — Blunt Force Trauma (2011)
- Channel Zero — Feed 'Em with a Brick (2011)
- Septicflesh — Titan (2011)
- Fear Factory — The Industrialist (2012)
- Periphery — Periphery II: This Time It’s Personal (2012)
- Incite — All Out of War (2012)
- Bonded by Blood — The Aftermath (2012)
- Gojira — Sea Shepherd (2012, мини-альбом)
- Overunit Machine — Aldaraja (2016)